# SAP ERP
L'applicazione SAP ERP è un sistema Enterprise Resource Planning (ERP) prodotto dalla SAP AG. Negli anni 90 e inizio 2000 grazie a SAP molte aziende di grande dimensione si sono dotate di un software ERP. Tuttavia SAP (considerato troppo rigido) non si è mai affermato nel mondo delle piccola impresa.

## Storia
Il software SAP ERP è stato scritto con il linguaggio di programmazione proprietario chiamato ABAP. Nel 1992 l'azienda lancia la prima versione client-server chiamata SAP R/3, con una architettura compatibile con Microsoft Windows e UNIX. Nel corso degli anni questa versione è stata rinominata prima in SAP ERP e successivamente in SAP ECC ossia SAP Erp Central Component. SAP ECC è il componente principale di SAP Business Suite.
SAP ERP viene utilizzato dalle grandi aziende, da gruppi industriali e dalle multinazionali. In alcuni settori, come l'automative, SAP ha praticamente il monopolio. L'uso diffuso di SAP in alcuni settori ha facilitato certe fusioni industriali proprio perché entrambe usavano lo stesso software ERP.
Per ampliare il proprio mercato SAP ha proposto il prodotto gestionale SAP Business One, profondamente diverso da SAP Business Suite, ma specifico per la piccola-media impresa. SAP Business One è l'evoluzione di un precedente software ERP prodotto da una azienda Israeliana. SAP Business One è indirizzato verso le PMI tuttavia non ha avuto lo stesso successo di SAP.

## Moduli funzionali
La soluzione SAP ECC comprende vari moduli, a seconda della funzione aziendale a cui sono rivolti:
- BC Basic Component - Componenti di base e trasversale
- FI Financial Accounting - Contabilità
- FI-CA - Gestione del credito
- AM Asset Management - Gestione Cespiti
- CO Controlling - Controllo di gestione
- CS Customer Service - Assistenza clienti
- MM Materials Management - Gestione materiali
- WM Warehouse Management - Gestione del magazzino
- SD Sales and Distribution - Gestione commerciale
- LE Logistic Execution - Esecuzione logistica
- PP Production Planning - Pianificazione della produzione
- PS Project System - Gestione commesse
- PM Plant Maintenance - Manutenzione impianti
- QM Quality Management - Gestione della qualità
- HR Human Resources - Gestione risorse umane

Nel 2012 le installazioni di SAP ECC nel mondo erano circa 180.000.